# Sean Carlin
Sean Carlin, född 29 november 1967, är en australisk friidrottare. Han deltog vid olympiska sommarspelen 1992 och olympiska sommarspelen 1996.